# Brandewijn (drank)

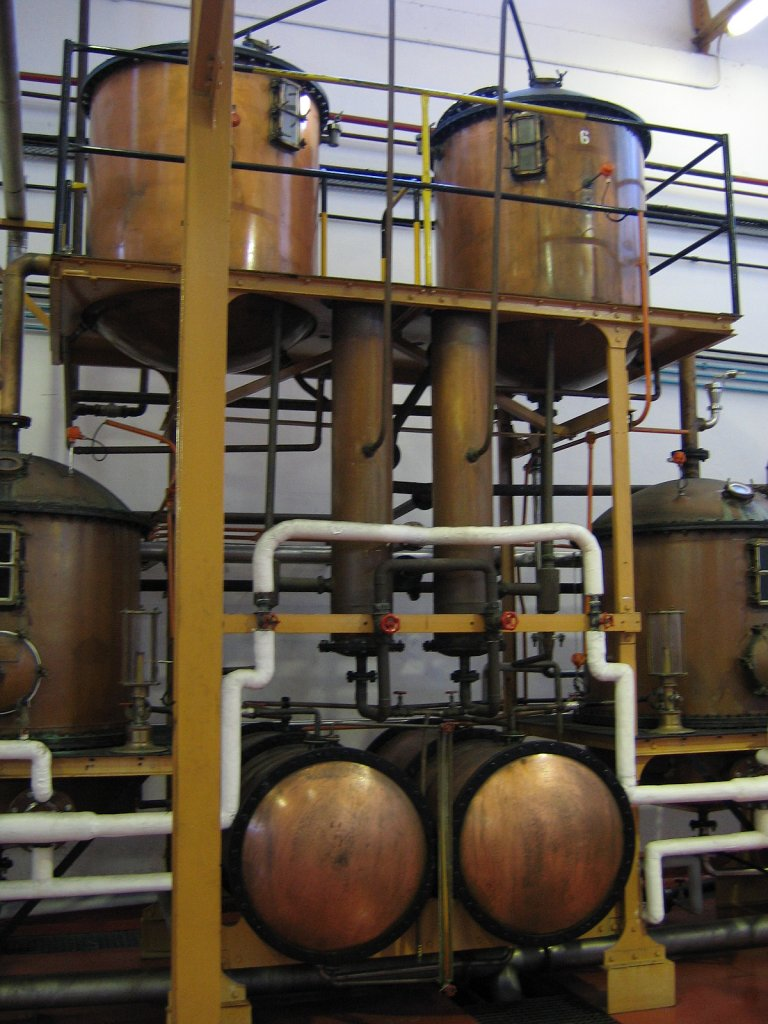
Brandewijnketels in de Van Ryn Brandewijnkelder in de buurt van Stellenbosch, Zuid-Afrika

Brandewijn is een sterk alcoholische drank uit Noordwest-Europa. De naam "brandewijn" is afkomstig van "gebrande wijn", dat in het Engels verbasterd is tot "brandy". Het wordt verkregen door destillatie van vloeistoffen waarin door gisting alcohol is ontstaan, bijvoorbeeld wijn en moutwijn.
De oude Nederlandse brandewijn stookt men van moutwijn tot een percentage van 35% tot 40%. Geur en smaak ontstaan door bepaalde ingrediënten zoals perzikpitten mee te stoken. In wijnverbouwende landen zoals Frankrijk en Duitsland stookt men gegiste vruchten tot eau de vie respectievelijk Weinbrand. In de Scandinavische landen stookt men met graan waaruit aquavit ontstaat. In de Balkan stookt men slivovitsj van pruimen. In Frankrijk stookt men uit gegiste appels calvados. In Duitsland en Zwitserland stookt men met kersen Kirschwasser. In Frankrijk stookt men uit pitten, schillen en stelen die overblijven uit de productie van wijn de marc , bijvoorbeeld marc de Bourgogne uit Bourgognewijn. In Duitsland noemt men op deze wijze gestookte brandewijn Tresterbranntwein. In Frankrijk stookt men brandewijn of brandy van wijnen van hoge kwaliteit, waaruit cognac of armagnac ontstaat.
Anno 2021 wordt de Nederlandse brandewijn niet meer uit wijn gedistilleerd, in tegenstelling tot de Engelse "brandy" en de Duitse "Weinbrand". De basis van deze moderne Nederlandse brandewijn is neutrale alcohol, waaraan naar eigen inzicht van de producent suiker en kruidenextracten toegevoegd worden. Het percentage alcohol is ten minste 35%. Het smaakkarakter wordt mede bepaald door een vleugje azijnzuur. De oude Nederlandse brandewijn is gelijk te stellen aan de overige brandy's, de moderne Nederlandse brandewijn wijkt af door het gebruik van een andere basis.

## Geschiedenis
Vroeger werd de aan bederf onderhevige wijn gedestilleerd om te voorkomen dat de alcohol verloren ging. Het destillaat werd brandewijn genoemd. Het proces van gedestilleerde alcohol uit wijn halen kwam tot bloei in de late middeleeuwen, vooral in streken waar wijn werd verbouwd. Door destillatie werd het transportvolume sterk verkleind, daarnaast vormde de route overzee ook een goede weg voor de verbreiding van de destilleerkunst in het noorden. De bedoeling was de brandewijn na de reis over de Noordzee weer te verdunnen met water, maar in onverdunde vorm bleek de brandewijn veel lekkerder.
Voor de Nederlandse destillateurs kwam de grote doorbraak door de ontdekking van een beslag van gerstemout en andere granen als grondstof voor destillatie. Na de ontkieming van het graan (coorn), werd het gedroogd (gebrand). Met water op de juiste temperatuur erbij, plus gist, bleek in het zoetige beslag een bescheiden percentage alcohol te ontstaan. Een nieuw ambacht was ontstaan, dat van ‘coornbrander’. Het begon met pogingen de ‘gebrande wijn’ te evenaren. Zo sprak men in de achttiende eeuw in de Nederlanden van ‘korenbrandewijn’. Na driemaal destilleren verkreeg men het belangrijke basisproduct: de moutwijn, die de basis was voor de in Nederland uitgevonden (oude) jenever.
In de 17e eeuw wilden de Heren van Holland de inheemse branderijen ondersteunen en vaardigden ze een algeheel importverbod uit, "t zij over zee, langs de Strommen ofte Rivieren, nocht per affe te Lande in".

## Procedé
Tijdens de gisting van de mout ontstaan, naast het gewenste mengsel van water en alcohol, ook esters en foezelolies. Die laatste zijn met een enkelvoudige destilleerketel niet te verwijderen, ook niet na herhaald overhalen. Omdat zij de specifieke smaak van moutwijn bepalen, maken zij het product ongeschikt als grondstof voor likeuren en andere dranken.
Voordat eind negentiende eeuw de kolomdestillatie de mogelijkheid bood wel tot een vrijwel zuiver alcohol-watermengsel te komen, pakte men het probleem aan langs gedeeltelijk chemische weg. Toevoeging van zuren, met name azijn en wat zwavelzuur, zorgde voor verdere verestering. Destillatie, gevolgd door filtratie over houtskool, bleek een resultaat op te leveren dat in veel gevallen geschikt bleek voor verdere verwerking met kruiden of vruchten. Zo kon het de geïmporteerde wijnalcohol, eau de vie, vaak vervangen. Als brandewijn werd het ook als zelfstandige drank (minimaal 35% alcohol) gedronken, vaak met een klontje suiker. Bepaalde esters bleven echter in smaak en reuk te bespeuren.
Ter vervanging van wijnalcohol in andere dranken is het vooral bekend als basis voor advocaat, abrikozen-, citroen- en frambozenbrandewijn.

## Soorten
Er zijn verschillende soorten brandewijn te onderscheiden. Naast de gewone brandewijn zijn er bijvoorbeeld
- inmaakbrandewijn
- vruchtenbrandewijn.[5]
- korenbrandewijn

Inmaakbrandewijn heeft een wat lager alcoholgehalte en is iets gezoet, waardoor het inmaken van vruchten nog gemakkelijker wordt.
Korenbrandewijn wordt gestookt van 100% moutwijn.